# Nair da França e Araújo
Nair de França i Araújo (Maragogipe, Bahia; 1931 – Salvador, Bahia; 20 de setembre de 2018) va ser una química i professora brasilera, primera dona en graduar-se en química del seu estat i també en impartir classes de Química a la Universidade de Bahia, actual Universitat Federal de Bahia. Va ser membre de la Societat Brasilera de Química.

## Biografia
Nascuda en el municipi de Maragogipe, el 1931, va matricular-se en Química quan encara s'impartia a la Facultat de Filosofia de la Universitat de Bahia. El 1955, tot just llicenciada, va ingressar en la carrera docent, esdevenint també la primera dona docent d'aquesta carrera a l'estat.
L'any 1959, va obtenir l'especialització en Química Orgànica a la Universitat de São Paulo i va començar el seu màster en la mateixa àrea, amb la investigació de la síntesi de nitrils a partir d'aldehids en compostos orgànics, en col·laboració amb un complex petroquímic de la regió. . Emperò, va haver d'aturar la seva especialització i tornar a Bahia davant la manca de professors a la universitat. Va coordinar el laboratori de Química Orgànica de la Universitat de Bahia, realitzant diverses investigacions en l'àrea de la síntesi orgànica. Va supervisar diversos estudiants, molts dels quals ara són professors de l'Institut de Química de la Universitat Federal de Bahia.
La doctora França e Araújo va morir el 20 de setembre de 2018, a Salvador, a 87 anys. El seu cos va ser incinerat l'endemà, al cementiri Jardim da Saudade, de la mateixa capital bahiana.